# Red Bull RB6
El Red Bull RB6 es el monoplaza con el cual compitió en la temporada 2010 de Fórmula 1 el equipo Red Bull Racing. Fue pilotado por Sebastian Vettel y Mark Webber. El equipo consiguió gracias a este monoplaza su primer campeonato mundial de constructores en el GP de Brasil de 2010 y su primer mundial de pilotos con Sebastian Vettel en la última carrera.
Vettel, desde que se unió a la escudería Toro Rosso acostumbra a ponerle nombres de mujer a sus coches. Al RB6 lo denominó "Lusciouz Liz". Sin embargo, después de inesperados daños en el coche en el Gran Premio de Mónaco, el equipo confeccionó un chasis nuevo, al cual denominó "Randy Mandy".

## Presentación
El RB6 fue presentado el 10 de febrero de 2010 en el Circuito de Jerez, en Cádiz, justo antes del comienzo de los test.

## Resumen de la temporada
Durante la clasificación para el Gran Premio de Baréin, Sebastian Vettel estableció los tiempos más rápidos en la Q2 y Q3 quedándose con la pole por poco más de una décima de segundo por delante del piloto de Ferrari Felipe Massa. Sebastian Vettel lideró la carrera hasta la vuelta 33, cuando el coche comenzó a tener problemas, en un principio se pensaba que era un escape roto, pero más tarde se reveló que fue un problema de la bujía que redujo el poder y la velocidad en la línea recta. En las vueltas restantes de la carrera, Vettel cayó al cuarto lugar detrás de Fernando Alonso y Lewis Hamilton. Webber terminó octavo.
Vettel logró su segunda pole position consecutiva en Australia, mientras que Webber clasificó en segunda posición. Los problemas técnicos hicieron que Vettel, por una tuerca floja en la rueda termine su carrera mientras lideraba. Webber permaneció en la pista más tiempo que Vettel con neumáticos de seco, y terminó en novena posición después de un incidente en el final de la carrera con Lewis Hamilton. En Malasia, los pilotos de Red Bull marcaron un 1-2 dominante, con Vettel ganando la carrera. En China se llevaron la primera fila de la parrilla de salida, pero la lluvia afectó a la carrera y terminaron en sexta y octava posición. En España, Webber ganó la carrera con su compañero Vettel terminando tercero después de un grave problema de frenos en las últimas 8 vueltas.
En Monte Carlo, Webber tomó de nuevo la pole y dominó la carrera. Sebastian Vettel pasó al Renault de Robert Kubica en la primera vuelta y se mantuvo en la segunda posición el resto de la carrera, completando el segundo 1-2 de Red Bull en la temporada. En Turquía, Webber logró la pole en la clasificación, mientras que Vettel logró clasificar tercero, por detrás de Lewis Hamilton. En la carrera, Vettel logró superar a Hamilton durante la parada en boxes para estar en el segundo lugar durante gran parte de la carrera. Webber y Vettel estaban camino al tercer 1-2 de la temporada para Red Bull, hasta que en la vuelta 40, cuando ambos chocaron entre sí, luego de un intento de superar al australiano por parte de Vettel. El accidente obligó a Vettel a quedar fuera de carrera y poner fin a la posibilidad de la victoria de Webber. La carrera terminó en un 1-2 de McLaren en lugar de un 1-2 de Red Bull, con Hamilton y Button en primer y segundo lugar. Webber, finalmente terminó en tercer lugar. Webber logró mantenerse en el primer lugar en el campeonato de pilotos, con una ventaja de cinco puntos sobre el segundo, Button. Vettel, en cambio, cayó al quinto lugar. Red Bull también resignó el primer lugar en el campeonato de constructores con McLaren, aunque quedaron detrás por un solo punto. En Canadá terminaron cuarto y quinto, y ahora estaban 22 puntos por detrás. En Valencia, Vettel ganó su primera carrera desde Malasia, mientras que Webber tuvo un espectacular accidente en el que chocó con Heikki Kovalainen y se volcó a 310 km/h, voló en el aire y chocó contra un panel publicitario, saliendo ileso del incidente.
En el Gran Premio de Gran Bretaña, una disputa entre los equipos se desató después de que Red Bull trajo dos alerones delanteros nuevos para la carrera. Después de que una se rompió cuando se desprendió del coche de Vettel en la tercera sesión de entrenamientos libres, al alemán se le dio la segunda ala para la clasificación, sobre la base de las posiciones del campeonato y el ritmo en práctica, lo que dejó a su compañero Webber frustrado. Con la nueva ala, Vettel clasificó en la pole con Webber registrando el segundo mejor tiempo en la sesión. Webber tuvo una mejor largada que su compañero de equipo y superó a Vettel en la primera curva, mientras que el alemán sufrió un pinchazo debido al contacto con el alerón delantero del McLaren de Lewis Hamilton, que lo dejó al fondo del pelotón. Él se recuperaría al séptimo lugar, mientras que Webber pudo concretar su tercera victoria de la temporada. En la vuelta camino a boxes, que se realiza en la vuelta posterior a la última, Webber, todavía enojado por la situación del ala, dijo a su equipo por radio con respecto a su victoria: "no está mal para un piloto número dos", y en la rueda de prensa posterior a la carrera, él dijo que no habría firmado una extensión de contrato con el equipo - había firmado una extensión del contrato para el año 2011 el mes anterior - si pensara que iba a ser tratado desfavorablemente con respecto a Vettel.
Vettel logró la pole position en Alemania y Hungría, pero no pudo ganar ninguna de las carreras, logrando la tercera posición en ambas carreras. Webber sufrió la falta de aceite en el motor de su coche, y terminó sexto en Hockenheim. En el circuito de Hungaroring, los coches de Red Bull fueron los pacesetters y Webber ganó la carrera después de aprovecharla penalización de un drive-through para Vettel, lo que hizo que el alemán perdiera más de diez posiciones durante el período del coche de seguridad. Con la victoria, Webber volvió a la cima del campeonato, mientras que Red Bull tomó la delantera en el campeonato de constructores. En Bélgica, Webber logró la pole, mientras que Vettel clasificó cuarto. En la carrera, Webber terminó segundo detrás de Hamilton, mientras que Vettel perdió el control del coche tratando de pasar a Jenson Button, dañando su alerón delantero y terminando con la carrera de Button al dañar los radiadores de su coche. Vettel inmediatamente paró en boxes por un nuevo alerón delantero y parecía estar amenazando con recuperar algunos puntos antes de sufrir un pinchazo de su neumático trasero derecho después de cortarlo con el alerón delantero de Vitantonio Liuzzi durante un intento de sobrepaso, para finalmente terminar con una vuelta menos en la posición 15.
En Monza, Webber clasificó cuarto y Vettel sexto. Ambos tuvieron inicios pobres y Webber se recuperó con un sexto lugar, y con una estrategia inteligente, Vettel terminó cuarto. Webber volvió a tomar el liderato del campeonato después de que Hamilton se retire de la carrera. En Singapur, Vettel dominó la práctica, en la clasificación se clasificó segundo después de que algunos errores le costaran la pole. En la carrera propuso una intensa presión sobre Alonso y terminó a sólo dos décimas de segundo por detrás del español. Webber utilizó una estrategia diferente y superó a los McLaren y a pesar de chocar con Hamilton en la mitad de la carrera, él pudo terminar por detrás de su compañero de equipo en tercer lugar.
En Japón, Red Bull dominó el fin de semana, terminando con un 1-2 en todas las sesiones del fin de semana, excepto en la sesión de entrenamientos del sábado interrumpido por la lluvia. Vettel logró la pole position en la clasificación del domingo - se retrasó la del sábado debido a la lluvia - y Webber consiguió el segundo lugar para lograr el séptimo 1-2 en clasificación de la temporada. Vettel condujo lejos de la punta en la carrera, mientras que Webber perdió frente a Robert Kubica en la salida y fue tercero antes del período de coche de seguridad. Recuperó el segundo lugar luego del retiro de Kubica al principio de la carrera, y de allí en adelante, Red Bull nunca tuvo una amenaza para terminar con un 1-2. Después de las respectivas paradas en boxes de Vettel y Webber para cambiar neumáticos, volvieron a pista segundo y tercero por detrás de Jenson Button, que estaba en una estrategia distinta y que no había parado en boxes a diferencia de los demás pilotos. Así que los Red Bulls pensaron en la victoria y que se contentaron con correr detrás de Button hasta que este haga su detención en boxes, y así lograr otro 1-2. Al igual que en 2009, Vettel había logrado  la pole y ganado la carrera, y parecía que iba a llevarse también la vuelta rápida, sin embargo, esto le fue negado por Webber, que marcó la vuelta rápida en la última vuelta.
En Brasil, Vettel se llevó el primer lugar en la carrera con Mark Webber segundo, lo que aseguró al equipo el Campeonato de Constructores. En Abu Dhabi, Vettel se aseguró su primer título mundial, al ganar la carrera desde la pole position, con su rival del campeonato y compañero de equipo Webber terminando octavo, justo detrás de otro rival por el título, Fernando Alonso, quien no pudo superar al Renault de Vitaly Petrov.

## Resultados
(Clave) (negrita indica pole position) (cursiva indica vuelta rápida)
| Año  | Motor                    | Neu. | N.º | Pilotos          | 1   | 2   | 3   | 4   | 5   | 6   | 7   | 8   | 9   | 10  | 11  | 12  | 13  | 14  | 15  | 16  | 17  | 18  | 19  | Puntos | Pos. |
| ---- | ------------------------ | ---- | --- | ---------------- | --- | --- | --- | --- | --- | --- | --- | --- | --- | --- | --- | --- | --- | --- | --- | --- | --- | --- | --- | ------ | ---- |
| 2010 | Renault RS27-2010 2.4 V8 | B    |     |                  | BHR | AUS | MYS | CHN | ESP | MON | TUR | CAN | EUR | GBR | GER | HUN | BEL | ITA | SIN | JPN | RCO | BRA | ABU | 498    | 1º   |
| 2010 | Renault RS27-2010 2.4 V8 | B    | 5   | Sebastian Vettel | 4   | Ret | 1   | 6   | 3   | 2   | Ret | 4   | 1   | 7   | 3   | 3   | 15  | 4   | 2   | 1   | Ret | 1   | 1   | 498    | 1º   |
| 2010 | Renault RS27-2010 2.4 V8 | B    | 6   | Mark Webber      | 8   | 9   | 2   | 8   | 1   | 1   | 3   | 5   | Ret | 1   | 6   | 1   | 2   | 6   | 3   | 2   | Ret | 2   | 8   | 498    | 1º   |